# Frank Malina

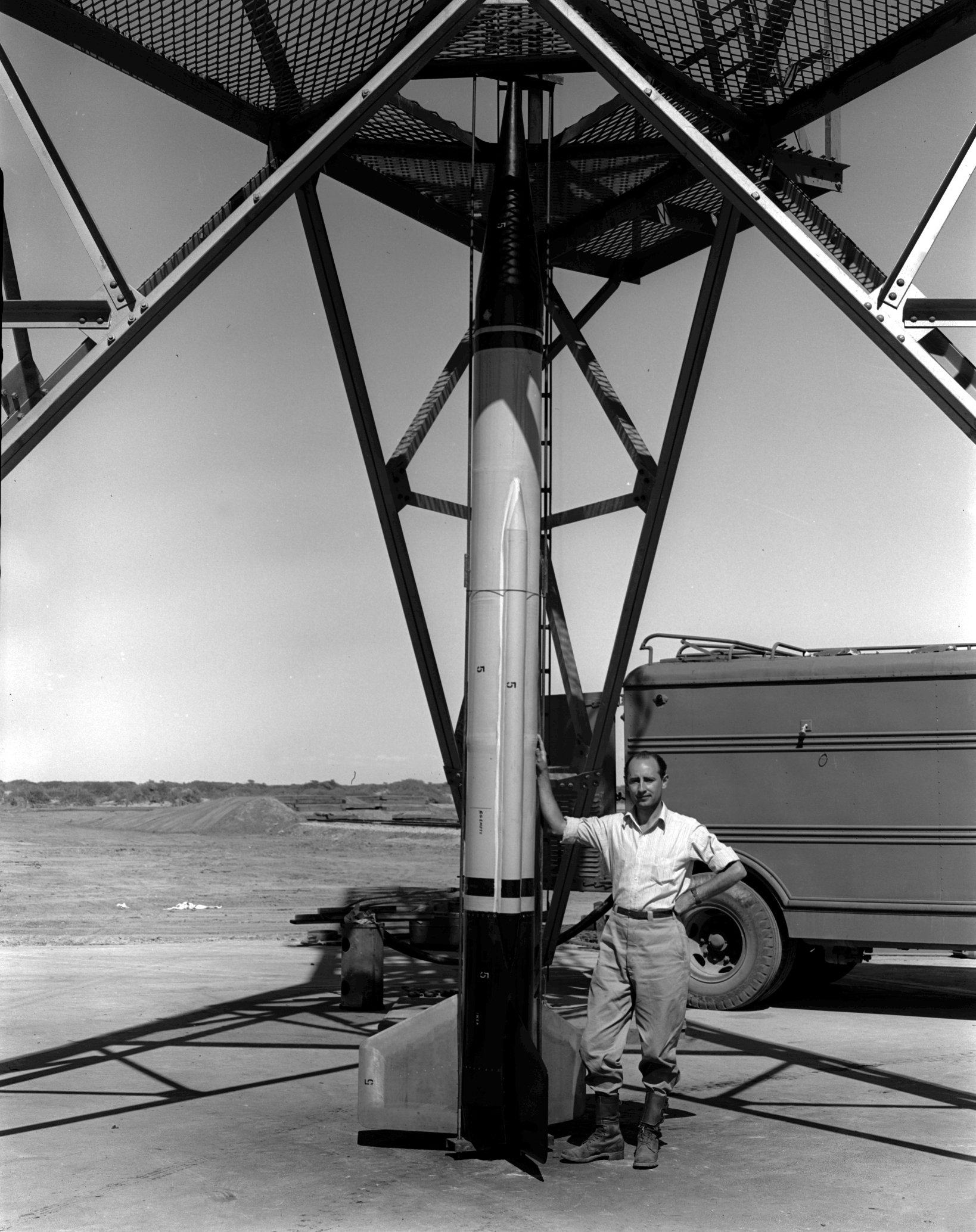
Frank Malina s raketou Wac Corporal na raketové základně White Sands (11. října 1945, foto NASA)

Frank Joseph Malina (2. října 1912 Brenham, Texas – 9. listopadu 1981 Paříž) byl americký vědec, raketový inženýr, vynálezce a vizuální umělec s českými předky. Jeden ze zakladatelů JPL (Jet Propulsion laboratory), která se stala hlavním spolupracovníkem NASA, a kde byl ředitelem v letech 1944–1946. Spolu s dalšími vědci též založil společnost Aerojet General Corporation, která je v současné době předním výrobcem raket v USA.
V roce 1935, kdy úspěšně ukončil studium na California Institute of Technology, začal Frank Malina spolupracovat s významným profesorem aerodynamiky Theodorem von Kármánem ve vývoji raketových motorů. Mezi jejich vynálezy patří mimo jiné i slavná Bazooka.

## Životopis

### Dětství a studium
Narodil se v Brenhamu v Texasu. Jeho otec František Malina (1881–1959), který pocházel z Valašska z fojtského rodu Malinů z Horní Bečvy), odešel před první světovou válkou do USA, kde se živil jako hudebník. Tam se také v roce 1911 oženil s českou emigrantkou Karolínou Markovou, která byla klavíristkou a varhanicí. Po narození Franka v roce 1912 se jim ještě narodila dcera Carolyn (1915–1993). 
V roce 1920 se rodina vrátila na Valašsko a ve Frenštátě pod Radhoštěm si pronajali restauraci s hotelem. Malina zde vychodil obecnou školu a ve Valašském Meziříčí jeden ročník gymnázia. Podnik však Malinům nevynášel, a proto se po pěti letech rozhodli k návratu do Texasu. Zde dokončil Malina střední školu a v roce 1930 nastoupil do Texaské vyšší zemědělské a strojírenské školy. Jelikož zdědil po rodičích hudební talent a hrál na křídlovku, kromě studia si přivydělával v orchestru. Poté začal studovat na Kalifornském technickém institutu (California Institute of Technology – Caltech), kde se zapsal ke studiu leteckého inženýrství. Zde získal tituly magistra v oboru mechanika (1935) a letecké inženýrství (1936). 
Malina zde postavil motor podle vzoru Meziplanetární společnosti. Zkoušky motoru se nedařily, při pokusu o jeho zapálení zahalil štiplavý kouř celou laboratoř. Ostatní studenti je sarkasticky nazývali klub sebevrahů. S nebezpečnými pokusy se museli z budovy odstěhovat. Našli proto útočiště ve stržích pod Sierra Madre.

### Práce pro armádu
V roce 1940 obhájil Malina doktorskou dizertaci z aeronautiky. Projednával možnosti praktického používání raket s jednou leteckou továrnou, s Goddardem i s Národní akademií věd. Na žádost velitele vojenského letectva generála Henryho Arnolda hledala Akademie věd metody k usnadnění startu přetížených letadel. V lednu 1939 rozhodla, že bude financovat výzkum raketového pohonu, který povede von Kármán s Malinovou skupinou. Tento úkol dostal název Projekt číslo 1. Byl to první raketový program dotovaný americkým státem. Poprvé úspěšně startovalo letadlo s pomocnými raketami 12. srpna 1941. O dvanáct dnů později vynesly rakety stroj do vzduchu úplně samy, bez vrtulového pohonu. Raketu Private-A vystřelili 1. prosince na vojenském cvičišti Camp Irwin v Mojavské poušti.
V létě 1943 předali zpravodajští důstojníci von Kármánovi tři fotografie francouzského pobřeží. Profesorův štáb na nich identifikoval startovací rampy pro rakety takové velikosti, jaké dosud neznali. Na základě toho požádalo letectvo Malinu, aby navrhl projekt řízené rakety dalekého doletu. První plány na ni poslal do Pentagonu 20. listopadu 1943. Von Kármán ve svých memoárech zdůraznil: Je to první americký projekt dálkové rakety. A dodejme – je to také první dokument, který nese v záhlaví název dnes světoznámé Laboratoře proudového pohonu (Jet Propulsion Laboratory – JPL). Dva měsíce nato objednala armáda u JPL výrobu rakety. Projekt ORDCIT, jak tento úkol nazvali, předpokládal vytvoření reaktivní střely, která na vzdálenost 110–160 kilometrů dopraví nálož těžkou 450 kilogramů. V rámci tohoto projektu postavili kalifornští inženýři celou sérii menších raket. Private A, dlouhou 2,4 metru a poháněnou motorem na tuhé pohonné hmoty, vypustili na vzdálenost 17,7 kilometru v prosinci 1944. V létě 1944 začaly dopadat na britská města německé rakety V-1 a V-2. Výzvědné služby dostaly první přesnější zprávy o těchto nových zbraních. Pentagon vyslal do Evropy ředitele JPL Malinu, aby opatřil podrobnější informace.
Během zpáteční cesty si mladý inženýr uvědomil, že už existují technické předpoklady pro zkonstruování výškové sondážní rakety. Rychle načrtl její charakteristiky: měla by vynést 11,5 kilogramu meteorologických aparatur do výšky 30 kilometrů. Pentagon tento návrh, pojmenovaný WAC-Corporal, schválil. V létě 1945 navrhli pracovníci JPL konstrukční prvky rakety. Měla být 5 metrů dlouhá a 300 kilogramů těžká. Od 29. září ji začali zkoušet na nově vybudované raketové střelnici White Sands v Novém Mexiku. 11. října dosáhla Malinova raketa rekordní výšky 71 628 metrů. Na základě těchto zkušeností vyvinuli větší sondážní raketu Aerobee. Používá se dodnes. Malina vzpomínal: "Po zkouškách rakety WAC-Corporal a s detailními informacemi o výkonech německé V-2 se začaly naše úvahy obracet ke konkrétním možnostem kosmického letu. Spolu se Summerfieldem jsme začali studovat problém ,úniku' ze Země pomocí rakety. Naše závěry jsem předal 3. ledna 1946 americkému ministerstvu obrany."

### Život po válce
Na sklonku roku 1946 Malina svou kariéru v oblasti raket ukončil – vzdal se funkce ředitele JPL. Od předchozího roku totiž začal FBI rozkrývat sítě sovětské špionáže v USA a on se zřejmě obával, že by mohl být rovněž nařčen z vyzvědačství. Nakolik bylo toto podezření odůvodněné, není známo. Malina byl tak jediný člověk, který dobrovolně odešel od raket v okamžiku, kdy se začaly rýsovat nové perspektivy jejich využití. Pracovníci UNESCO v Paříži mu nabídli, aby začal pracovat u nich, přestěhoval se tedy do Francie. Před tím se rozvedl s první manželkou Lilian. Od roku 1947 do roku 1953 Malina pracoval na různých mezinárodních projektech UNESCO, zabývajících se výzkumem vyprahlých oblastí, od Negevské pouště v Izraeli až po Amazonii v Jižní Americe. Podílel se i na vývoji počítačových center ve světě. V roce 1953 se oženil s Angličankou Marjorií Duckworth, která za války dosáhla u vojenského letectva RAF hodnosti majora a pracovala pro něj předtím jako sekretářka. Měl s ní dva syny – Rogera a Alana. Tantiémy od Aerojetu, který se stal jednou z vedoucích amerických raketových firem, zajišťovaly rodině vysoký životní standard. Poté, co UNESCO v roce 1953 opustil, zůstal Malina zapojen v projektech mezinárodní spolupráce. Koncem padesátých let byl zakládajícím členem Mezinárodní astronautické federace a pravidelně se účastnil jejích kongresů. Byl předsedou Organizace pro výzkum nebeských těles a od roku 1960 organizoval sympozia věnovaná laboratořím na Měsíci a na Marsu. Rudolfu Peškovi z Prahy pomohl založit sekci SETI (Search of Extraterrestrial Intelligence), na jejíž zasedáních se vedly diskuse o možnosti zachytit signály mimozemských inteligencí.
Frank Malina zemřel v Paříži 1. ledna 1981 ve věku devětašedesáti let.

### Vizuální umění
Výtvarné nadání projevoval Frank Malina již od mládí. Rád kreslil, později si při studiu přivydělával technickými ilustracemi pro různé vědecké publikace a po válce se učil malovat u novozélandského malíře R. Westona. Postupně však opustil klasické malířské techniky a po odchodu z UNESCO v roce 1953 se věnoval rozvíjení lumino-kinetického umění, v němž různými technickými prostředky spojoval světlo a pohyb do obrazu. První výstavu těchto pohyblivých obrazů, které využívaly žárovky nejrůznějších velikostí a barev, uspořádal v Paříži v roce 1955. 
V roce 1966 byla uspořádána jeho výstava v Praze v Galerii na Karlově náměstí č. 5, kde ji zahajovali kurátor František Šmejkal a herec Jan Werich. Na přelomu let 2007 a 2008 se konala jeho retrospektivní výstava pod názvem Bod–Linie–Vesmír v pražském Museu Kampa. Kurátorem byl Vít Havránek za pomoci francouzského organizátora Malinova díla Fabrice Lapelletrie a členů Malinovy rodiny jak ve Francii, tak v Čechách. 

## Ocenění
- Prix d'Astronautique (1939)
- Medaile Za zásluhy 1. stupeň in memoriam (2022)